# Franco Gualdi
Franco Gualdi (* 1. April 1957) ist ein italienischer Endurosportler. In seiner aktiven Karriere war er dreimaliger Enduro-Europameister und dreimaliges Mitglied der siegreichen Trophy-Mannschaft bei der Internationalen Sechstagefahrt. Heute ist er Manager des italienischen Enduro-Teams und Mitglied der Enduro-Kommission bei der Fédération Internationale de Motocyclisme.

## Leben
Franco Gualdi begann 1971 mit dem Motorsport. 1975 gewann er mit einer DKW bei der schweren italienischen Enduroveranstaltung Valli Bergamasche in der Klasse bis 175 cm³. 1977 gewann er in dieser Klasse die italienische Enduromeisterschaft. Bei der Internationalen Sechstagefahrt in der Tschechoslowakei wurde er Klassensieger. 1978 verteidigte er seinen nationalen Meistertitel. Außerdem gewann er auf einer Hercules die Enduro-Europameisterschaft in der Klasse bis 175 cm³. Im folgenden Jahr wechselte Gualdi zu SWM und gewann in der Klasse bis 250 cm³ die italienische Meisterschaft und die Europameisterschaft. Bei der Internationalen Sechstagefahrt in Neunkirchen war er Mitglied der siegreichen italienischen Trophy-Mannschaft. Außerdem gelang ihm ein Klassensieg bei der Valli Bergamasche. In der Saison 1980 wechselte er in die Klasse bis 125 cm³ und er wurde Zweiter in der nationalen Meisterschaft. 1981 kehrte er zurück in die Klasse 250 cm³ und wurde erneut Vizemeister bei der italienischen Meisterschaft. Mit der italienischen Nationalmannschaft gewann er bei der Internationalen Sechstagefahrt auf Elba die Trophy-Wertung.
1984 gewann Franco Gualdi mit einer 250-m³-Kram-It einen Klassensieg bei der Valli Bergamasche. 1985 gelang ihm ein zweiter Platz in der Klasse bis 500 cm³ bei der italienischen Enduromeisterschaft. 1986 wurde er bei der Internationalen Sechstagefahrt in Italien Klassensieger in der Klasse bis 125 cm³. 1988 wurde Gualdi italienischer Meister mit einer Cagiva in der Klasse bis 350-cm³-Viertakt. Außerdem wurde er bei der Rallye Dakar Sechster in der Gesamtwertung. 1989 konnte er seinen nationalen Meistertitel verteidigen. Bei der Internationalen Sechstagefahrt in Walldürn gewann er mit der Nationalmannschaft die Trophy-Wertung. 1990 wurde er zum Abschluss seiner Karriere nochmals italienischer Meister in der Klasse bis 350 cm³ Viertakt auf einer Husqvarna.
Nach dem Ende seiner aktiven Laufbahn wurde er Manager der italienischen Enduro-Nationalmannschaft sowie sportlicher Leiter der „Fiamme Oro“, der Sportgruppe der Polizia di Stato. Unter seiner Leitung gelangen Trophy-Siege bei der Internationalen Sechstagefahrt 1992, 1994, 1995, 1997 und 2000 sowie der Junior-Trophy im Jahr 1997.
2003 wurde zum Ritter der italienischen Republik ernannt. Seit 2005 ist er im Vorstand des italienischen Motorradsportverbandes FMI und für den Endurosport verantwortlich. Gleichzeitig ist er in der Enduro-Kommission des Motorradweltverbandes FIM.

## Wichtigste Erfolge
Italienische Meisterschaft1977, 1978, 1979, 1988, 1989, 1990
Europa-Meisterschaft1978, 1979
Trophy-Sieg bei der Internationalen Sechstagefahrt1979, 1981, 1989